# Jean-Louis Bernié
Jean-Louis Bernié (ur. 22 sierpnia 1953 w Quérigut) – francuski polityk, poseł do Parlamentu Europejskiego (1999–2004).

## Życiorys
Był radnym regionalnym w Kraju Loary. Objął stanowisko dyrektora federacji myśliwych w departamencie Loara Atlantycka.
W wyborach w 1999 z ramienia partii Łowiectwo, Wędkarstwo, Przyroda, Tradycja (CPNT) uzyskał mandat posła do Parlamentu Europejskiego V kadencji. Należał do Grupy na rzecz Europy Demokracji i Różnorodności, pracował w Komisji Ochrony Środowiska, Zdrowia i Ochrony Konsumentów. W PE zasiadał do 2004. Kandydował także m.in. w 2009 z wspólnej listy swojego ugrupowania i Ruchu dla Francji. Pozostał jednym z liderów CPNT.